# 386 v. Chr.
Portal Geschichte | Portal Biografien | Aktuelle Ereignisse | Jahreskalender | Tagesartikel

◄ |
5. Jahrhundert v. Chr. |
4. Jahrhundert v. Chr. |
3. Jahrhundert v. Chr. |
►

◄ | 400er v. Chr. | 390er v. Chr. | 380er v. Chr. | 370er v. Chr. |
360er v. Chr. |
►

◄◄ | ◄ | 389 v. Chr. | 388 v. Chr. | 387 v. Chr. | 386 v. Chr. |
385 v. Chr. |
384 v. Chr. |
383 v. Chr. |
► |
►►

## Ereignisse

### Politik und Weltgeschehen

#### Westliches Mittelmeer
- Marcus Furius Camillus, Quintus Servilius Fidenas, Lucius Horatius Pulvillus, Servius Cornelius Maluginensis, Lucius Quinctius Cincinnatus und Publius Valerius Potitus Poplicola werden römische Konsulartribunen.
- Der Kommandant der Zitadelle Syrakus’ Philistos wird von Dionysios I. von Syrakus verbannt. Er lässt sich in Thurioi nieder.

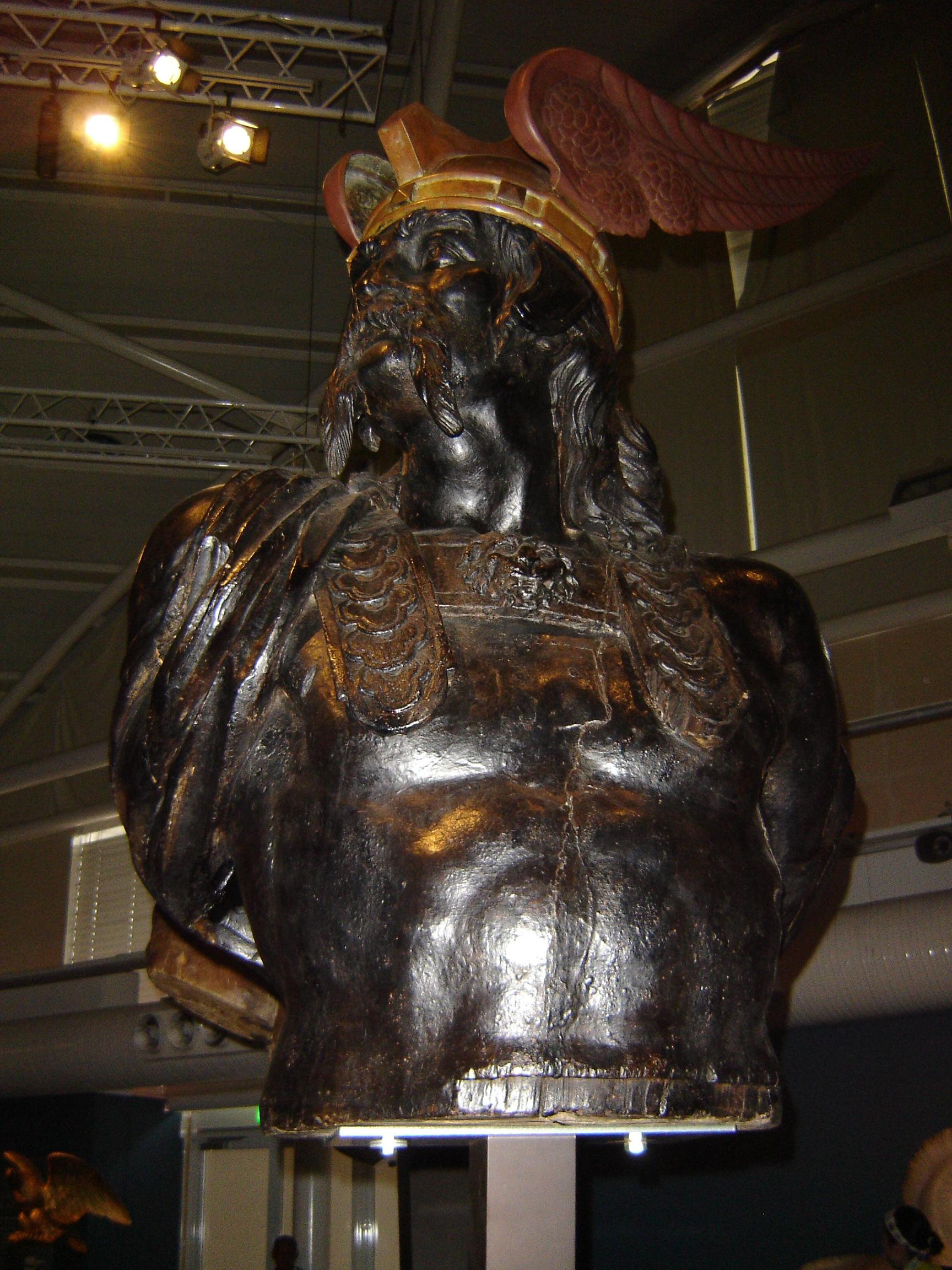
Skulptur des Brennus aus dem 18. oder 19. Jahrhundert, gefunden auf einem französischen Schiff

- Die Senonen beenden nach sieben Monaten die Belagerung und Plünderung Roms. Vorangegangen waren hohe Lösegeldzahlungen.

“Vae victis!”

„Wehe den Besiegten!“

#### Östliches Mittelmeer
- In Sardes wird der so genannte Königsfrieden verkündet, der den Korinthischen Krieg zwischen den griechischen Stadtstaaten dauerhaft beenden soll. Die griechischen Siedlungen in Ionien und auf Zypern fallen damit an das persische Achämenidenreich. Die Stadtstaaten verpflichten sich zur Autonomie, das heißt Organisationen wie der Böotische Bund oder der Attische Seebund sind verboten. Die Fusion von Korinth und Argos wird wieder aufgelöst. Persien tritt als Garantiemacht des Friedens auf.

### Religion
- Um 386 v. Chr.: In der indischen Stadt Vaishali wird das 2. buddhistische Konzil abgehalten.

## Geboren
- um 386 v. Chr.: Mithridates II., König von Kios († 302 v. Chr.)